# Szlak Ziemi Gliwickiej

Szlak Ziemi Gliwickiej – czerwony szlak turystyczny w województwie śląskim.

## Informacje ogólne
Szlak w swojej środkowej części przebiega wzdłuż zbiornika Dzierżno Duże, Kanału Gliwickiego i wschodniej części Jeziora Pławniowice.

## Przebieg szlaku
- Gliwice
- Ligota Łabędzka
- Rzeczyce
- Jezioro Dzierżno Duże
- Taciszów
- Kanał Gliwicki
- Jezioro Pławniowice
- Niewiesze
- Poniszowice